# Montsecret
Montsecret és un municipi francès situat al departament de l'Orne i a la regió de Normandia. L'any 2007 tenia 570 habitants.

## Demografia

### Població
El 2007 la població de fet de Montsecret era de 570 persones. Hi havia 217 famílies de les quals 59 eren unipersonals (24 homes vivint sols i 35 dones vivint soles), 63 parelles sense fills, 91 parelles amb fills i 4 famílies monoparentals amb fills.
La població ha evolucionat segons el següent gràfic:
Habitants censats

### Habitatges
El 2007 hi havia 264 habitatges, 226 eren l'habitatge principal de la família, 26 eren segones residències i 12 estaven desocupats. 245 eren cases i 18 eren apartaments. Dels 226 habitatges principals, 137 estaven ocupats pels seus propietaris, 85 estaven llogats i ocupats pels llogaters i 4 estaven cedits a títol gratuït; 1 tenia una cambra, 19 en tenien dues, 41 en tenien tres, 64 en tenien quatre i 101 en tenien cinc o més. 143 habitatges disposaven pel capbaix d'una plaça de pàrquing. A 101 habitatges hi havia un automòbil i a 111 n'hi havia dos o més.

### Piràmide de població
La piràmide de població per edats i sexe el 2009 era:
| Homes | Edats   | Dones |
| ----- | ------- | ----- |
| 0     | 95 o +  | 0     |
| 4     | 90 a 94 | 0     |
| 0     | 85 a 89 | 4     |
| 4     | 80 a 84 | 0     |
| 8     | 75 a 79 | 12    |
| 12    | 70 a 74 | 12    |
| 8     | 65 a 69 | 4     |
| 20    | 60 a 64 | 8     |
| 8     | 55 a 59 | 16    |
| 12    | 50 a 54 | 12    |
| 16    | 45 a 49 | 12    |
| 20    | 40 a 44 | 28    |
| 0     | 35 a 39 | 8     |
| 36    | 30 a 34 | 8     |
| 20    | 25 a 29 | 36    |
| 8     | 20 a 24 | 12    |
| 8     | 15 a 19 | 12    |
| 20    | 10 a 14 | 0     |
| 28    | 5 a 9   | 24    |
| 24    | 0 a 4   | 12    |

## Economia
El 2007 la població en edat de treballar era de 346 persones, 283 eren actives i 63 eren inactives. De les 283 persones actives 259 estaven ocupades (144 homes i 115 dones) i 24 estaven aturades (11 homes i 13 dones). De les 63 persones inactives 19 estaven jubilades, 21 estaven estudiant i 23 estaven classificades com a «altres inactius».

### Ingressos
El 2009 a Montsecret hi havia 223 unitats fiscals que integraven 583,5 persones, la mediana anual d'ingressos fiscals per persona era de 16.424 €.

### Activitats econòmiques
Dels 13 establiments que hi havia el 2007, 1 era d'una empresa alimentària, 2 d'empreses de fabricació d'altres productes industrials, 6 d'empreses de comerç i reparació d'automòbils, 1 d'una empresa d'hostatgeria i restauració, 2 d'empreses de serveis i 1 d'una empresa classificada com a «altres activitats de serveis».
Dels 2 establiments comercials que hi havia el 2009, 1 era una botiga de més de 120 m² i 1 una botiga de menys de 120 m².
L'any 2000 a Montsecret hi havia 18 explotacions agrícoles que ocupaven un total de 770 hectàrees.

## Equipaments sanitaris i escolars
El 2009 hi havia una escola elemental integrada dins d'un grup escolar amb les comunes properes formant una escola dispersa.

## Poblacions més properes
El següent diagrama mostra les poblacions més properes.